# Vier (album)
Vier is een album van Willem Vermandere uit 1973. Het was zijn vierde elpee. De plaat verscheen bij Decca. Net als op de voorganger Willem Vermandere uit 1971 schreef Vermandere nu ook zelf de teksten voor zijn muziek. 

## Personeel
- accordeon: Johan Vandenberghe
- viool ("Den Tjoolder" en "Van de liefde"): Kristien De Hollander
- basgitaar ("Le tour du monde" en "d'Emancipatie"): Jan De Wilde
- koorbewerking ("De litanie" en "De grote voyage"): Jan Deman
- foto's en lay-out: Jan Decreton & Annie Vandeplassche
- opname: Walter Coussement
- productie: Al Van Dam
- test, muziek, zang, gitaar, klarinet, saldcither, autoharp, tamboerijn: Willem Vermandere

## Nummers
Kant 1
1. "Den tjoolder"
2. "D'emancipatie"
3. "De grote voyage"
4. "Margriete van Piere Maertens"
5. "De cîerk"

Kant 2
1. "Le tour du monde"
2. "Van nen boom"
3. "Psalm"
4. "Van de liefde"
5. "Litanie"

## Trivia
In "Le tour du monde" kruipt de verteller in de huid van het hoofdpersonage uit de roman, "Le tour du monde d'un gamin de Paris" van Louis-Henri Boussenard.